# Привітання життя
«Привітання життя» — перша поетична збірка Богдана-Ігора Антонича, опублікована у Львові в 1931 році.

## Про збірку
Перша книжка поета — «Привітання життя» — відзначалась широкою, для української поезії доти незнаною тематикою (спортивний цикл), вибагливим звуковим інструментуванням вірша. Вона засвідчила новаторський талант Антонича. В цій збірці знайшла відображення вітчизняна та європейська класика, авангардистські течії — від «Молодої музи» початку ХХ ст. до української поезії 20-х років. Якщо «молодомузівці» надавали можливість читачеві відпочити від дисонансів реальної дійсності на «сонячних левадах забуття», то Б.-І. Антонич славив бронзові м'язи «змагунів бадьорих, бронзових богів». Це був не урядо́вий оптимізм. Навіть у віршах спортивного циклу помітний погляд поета-філософа, якому доступна драма подвигу.